# Diaporthe
Genre
Diaporthe est un genre de champignons ascomycètes de la famille des Diaporthaceae. La forme anamorphe (asexuée) est Phomopsis.
Ce genre comprend environ 800 espèces qui sont soit endophytes non pathogènes, soit pathogènes des plantes, soit saprobes, la même espèce pouvant se comporter en endophyte ou en pathogène selon les hôtes. certaines peuvent aussi être pathogènes pour l'homme et certains mammifères.
Certaines espèces, comme Diaporthe toxica , produisent des métabolites secondaires qui provoquent des mycotoxicoses chez les animaux telles que la lupinose mycosique des ovins.

## Synonymes
Selon MycoBank (3 novembre 2014) :
- Dialytes Nitschke (1867) ;
- Diaporthe subgen. Chorostate (1882) ;
- Septomazzantia Theiss. & Syd. (1915) ;]
- Clypeorhynchus Kirschst. (1936) ;
- Melanoporthe Wehm. (1938).

## Liste d'espèces
Selon Catalogue of Life (3 novembre 2014) :
- Diaporthe abdita
- Diaporthe aberrans
- Diaporthe abnormis
- Diaporthe abutilonis
- Diaporthe acaciae
- Diaporthe acaciigena
- Diaporthe acerina
- Diaporthe actinidiae
- Diaporthe acus
- Diaporthe adunca
- Diaporthe aesculicola
- Diaporthe aetoxici
- Diaporthe ahmadii
- Diaporthe ailanthicola
- Diaporthe alleghaniensis
- Diaporthe amaranthi
- Diaporthe americana
- Diaporthe anisomera
- Diaporthe annonae
- Diaporthe aquatica
- Diaporthe arecae
- Diaporthe arengae
- Diaporthe asteriscina
- Diaporthe australafricana
- Diaporthe baccharidis
- Diaporthe bakeri
- Diaporthe baptisiae
- Diaporthe beckhausii
- Diaporthe boehmeriae
- Diaporthe brasiliensis
- Diaporthe brenckleana
- Diaporthe buxi
- Diaporthe callicarpae
- Diaporthe canthii
- Diaporthe caryigena
- Diaporthe cassines
- Diaporthe casuarinae
- Diaporthe catalpae
- Diaporthe catamarcensis
- Diaporthe ceanothi
- Diaporthe celastrina
- Diaporthe celata
- Diaporthe centrophylli
- Diaporthe ceratozamiae
- Diaporthe cestri
- Diaporthe chailletii
- Diaporthe chamaeropina
- Diaporthe citrincola
- Diaporthe clerodendri
- Diaporthe congesta
- Diaporthe conigena
- Diaporthe conjuncta
- Diaporthe corallodendri
- Diaporthe coramblicola
- Diaporthe cornicola
- Diaporthe crataegi
- Diaporthe crinigera
- Diaporthe crotalariae
- Diaporthe culta
- Diaporthe curvatispora
- Diaporthe cydoniicola
- Diaporthe cynaroidis
- Diaporthe dakotensis
- Diaporthe decedens
- Diaporthe decorticans
- Diaporthe delitescens
- Diaporthe densa
- Diaporthe detrusa
- Diaporthe diospyri
- Diaporthe diospyricola
- Diaporthe endophytica
- Diaporthe eucalypticola
- Diaporthe eucalyptorum
- Diaporthe eumorpha
- Diaporthe euonymi
- Diaporthe exiguistroma
- Diaporthe extranea
- Diaporthe fagi
- Diaporthe feltgenii
- Diaporthe fibrosa
- Diaporthe floridana
- Diaporthe fuchsiae
- Diaporthe furfuracea
- Diaporthe fusispora
- Diaporthe galligena
- Diaporthe garryae
- Diaporthe genistae
- Diaporthe gillesiana
- Diaporthe glandulosa
- Diaporthe gulyae
- Diaporthe hamamelidis
- Diaporthe hederae
- Diaporthe heveae
- Diaporthe hickoriae
- Diaporthe hongkongensis
- Diaporthe ilicis
- Diaporthe immaculata
- Diaporthe impulsa
- Diaporthe inconspicua
- Diaporthe incrustans
- Diaporthe indigoferae
- Diaporthe infecunda
- Diaporthe inflatula
- Diaporthe insignis
- Diaporthe insularis
- Diaporthe intermedia
- Diaporthe italica
- Diaporthe jaffueli
- Diaporthe juglandina
- Diaporthe juniperi
- Diaporthe kentrophylli
- Diaporthe kochmanii
- Diaporthe kokiae
- Diaporthe kongii
- Diaporthe kriegeriana
- Diaporthe kunashirensis
- Diaporthe kyushuensis
- Diaporthe lagunensis
- Diaporthe larseniana
- Diaporthe laschii
- Diaporthe lentaginis
- Diaporthe leuceriicola
- Diaporthe leucospermi
- Diaporthe ligulata
- Diaporthe ligustri
- Diaporthe ligustri-vulgaris
- Diaporthe lokoyae
- Diaporthe ludwigiana
- Diaporthe lupini
- Diaporthe lusitanicae
- Diaporthe maclurae
- Diaporthe macrospora
- Diaporthe magnifica
- Diaporthe mahoniae
- Diaporthe mali
- Diaporthe mamiania
- Diaporthe mattfeldii
- Diaporthe mayteni
- Diaporthe maytenicola
- Diaporthe megalospora
- Diaporthe melanocarpa
- Diaporthe meliloti
- Diaporthe menispermi
- Diaporthe menispermoides
- Diaporthe mezerei
- Diaporthe microplaca
- Diaporthe microstroma
- Diaporthe minastri
- Diaporthe minuscula
- Diaporthe minuta
- Diaporthe mitteriana
- Diaporthe moriokaensis
- Diaporthe musae
- Diaporthe musigena
- Diaporthe neilliae
- Diaporthe neoarctii
- Diaporthe neotheicola
- Diaporthe nepetae
- Diaporthe nerii
- Diaporthe nobilis
- Diaporthe novem
- Diaporthe nucis-avellanae
- Diaporthe obsoleta
- Diaporthe oncostoma
- Diaporthe opuli
- Diaporthe orobanches
- Diaporthe oxe
- Diaporthe oxyspora
- Diaporthe padicola
- Diaporthe palmarum
- Diaporthe paranensis
- Diaporthe pardalota
- Diaporthe parvula
- Diaporthe passiflorae
- Diaporthe patagonulae
- Diaporthe peckiana
- Diaporthe pennsylvanica
- Diaporthe perexigua
- Diaporthe perniciosa
- Diaporthe phillyreae
- Diaporthe pimeleae
- Diaporthe pinastri
- Diaporthe pinophylla
- Diaporthe pithya
- Diaporthe plantaginis
- Diaporthe polygoni
- Diaporthe prenanthicola
- Diaporthe prunicola
- Diaporthe pseudomangiferae
- Diaporthe pseudophoenicicola
- Diaporthe psoraleae
- Diaporthe psoraleae-bituminosae
- Diaporthe psoraleae-pinnatae
- Diaporthe pterocarpi
- Diaporthe pterocarpicola
- Diaporthe pulchra
- Diaporthe pusilla
- Diaporthe putator
- Diaporthe quadruplex
- Diaporthe raonikayaporum
- Diaporthe recedens
- Diaporthe recondita
- Diaporthe retecta
- Diaporthe rhamnigena
- Diaporthe rhanicensis
- Diaporthe rhoina
- Diaporthe rhois
- Diaporthe rhusicola
- Diaporthe ricini
- Diaporthe rudis
- Diaporthe saccardoana
- Diaporthe sacchari
- Diaporthe sachalinensis
- Diaporthe salinicola
- Diaporthe salsuginosa
- Diaporthe sarmenticia
- Diaporthe schini
- Diaporthe sechalinensis
- Diaporthe sheariana
- Diaporthe siamensis
- Diaporthe simplicior
- Diaporthe skimmiae
- Diaporthe sociabilis
- Diaporthe solani-verbascifolii
- Diaporthe sorbariae
- Diaporthe sorbicola
- Diaporthe spectabilis
- Diaporthe sphaeralceae
- Diaporthe spiculosa
- Diaporthe spiraeicola
- Diaporthe sponheimeri
- Diaporthe stewartii
- Diaporthe stictostoma
- Diaporthe striiformis
- Diaporthe syngenesia
- Diaporthe tageteos
- Diaporthe take
- Diaporthe tamaricina
- Diaporthe tanakae
- Diaporthe taxicola
- Diaporthe terebinthifolii
- Diaporthe tessera
- Diaporthe teucrii
- Diaporthe theicola
- Diaporthe thujana
- Diaporthe thunbergii
- Diaporthe tortuosa
- Diaporthe toxica
- Diaporthe transiens
- Diaporthe trinucleata
- Diaporthe tupae
- Diaporthe valparadisiensis
- Diaporthe valsiformis
- Diaporthe varians
- Diaporthe verecunda
- Diaporthe veronicae
- Diaporthe viburni
- Diaporthe vincae
- Diaporthe viticola
- Diaporthe wehmeyeri
- Diaporthe woolworthii
- Diaporthe xanthii
- Diaporthe yerbae
- Diaporthe ziziphina

Selon Index Fungorum (3 novembre 2014) :
- Diaporthe abdita Sacc. & Speg. 1878
- Diaporthe aberrans Speg. 1910
- Diaporthe abnormis Höhn. 1917
- Diaporthe abutilonis Speg. 1909
- Diaporthe acaciae Tilak 1968
- Diaporthe acaciigena Crous, Pascoe & Jacq. Edwards 2011
- Diaporthe acerina (Peck) Sacc. 1882
- Diaporthe actinidiae N.F. Sommer & Beraha 1975
- Diaporthe aculeata (Schwein.) Sacc. 1882
- Diaporthe acus (A. Bloxam ex Curr.) Cooke 1879
- Diaporthe adunca (Roberge ex Desm.) Niessl 1872
- Diaporthe aesculi Cooke & Harkn. 1881
- Diaporthe aesculicola (Cooke) Berl. & Voglino 1886
- Diaporthe aetoxici Speg. 1921
- Diaporthe affinis Voglino
- Diaporthe aggerum Sacc. & Speg. 1878
- Diaporthe ahmadii Wehm. 1964
- Diaporthe ailanthicola A. Pande & V.G. Rao 1991
- Diaporthe albocincta (Cooke & Peck) Sacc. 1882
- Diaporthe alleghaniensis R.H. Arnold 1967
- Diaporthe amaranthi Speg. 1909
- Diaporthe ambiens Fuckel
- Diaporthe americana Speg. 1879
- Diaporthe amorphae Ellis & Everh.
- Diaporthe ampelopsidis (Ellis) Ellis & Everh. 1892
- Diaporthe anisomera Sacc. & Scalia 1904
- Diaporthe annonae Speg. 1909
- Diaporthe aorista Ellis & Everh. 1897
- Diaporthe apocrypta (Cooke & Ellis) Sacc. 1882
- Diaporthe appendiculata M.K.M. Wong & K.D. Hyde 2001
- Diaporthe aquatica D.M. Hu, L. Cai & K.D. Hyde 2012
- Diaporthe araliae Ellis & Everh. 1894
- Diaporthe arecae (H.C. Srivast., Zakia & Govindar.) R.R. Gomes, C. Glienke & Crous 2013
- Diaporthe arengae R.R. Gomes, C. Glienke & Crous 2013
- Diaporthe asclepiadis Ellis & Everh. 1892
- Diaporthe asheicola L. Lombard & Crous 2014
- Diaporthe asphodeli Sacc. 1880
- Diaporthe asteriscina Speg. 1910
- Diaporthe astrostoma Hazsl. 1893
- Diaporthe australafricana Crous & Van Niekerk 2005
- Diaporthe australis Sacc. & Speg. 1877
- Diaporthe austroamericana Speg. 1880
- Diaporthe baccae L. Lombard, G. Polizzi & Crous 2014
- Diaporthe baccharidis Cooke 1878
- Diaporthe bakeri Wehm. 1933
- Diaporthe baptisiae Rehm 1908
- Diaporthe beckhausii Nitschke 1870
- Diaporthe beilharziae R.G. Shivas, J. Edwards & Y.P. Tan 2013
- Diaporthe berkeleyi (Desm.) Nitschke 1870
- Diaporthe berlesiana Sacc. & Roum. 1883
- Diaporthe bicincta (Cooke & Peck) Sacc. 1882
- Diaporthe biconica (Curr.) Sacc. 1895
- Diaporthe biglobosa (Cooke & Ellis) Sacc. 1882
- Diaporthe boehmeriae Speg. 1912
- Diaporthe bonafidii Sacc.
- Diaporthe brachystoma Sacc. & Malbr.
- Diaporthe brasiliensis R.R. Gomes, C. Glienke & Crous 2013
- Diaporthe brenckleana Sacc. 1920
- Diaporthe brenkleana Sacc.
- Diaporthe briardiana Sacc.
- Diaporthe broussonetiae Speg. 1898
- Diaporthe buxi Feltgen 1903
- Diaporthe callicarpae Peck 1911
- Diaporthe calosphaerioides Ellis & Everh. 1893
- Diaporthe camelliae Tassi 1897
- Diaporthe canina Sacc.
- Diaporthe canthii Crous 2012
- Diaporthe caraganae Jacz. 1895
- Diaporthe carpini (Pers.) Fuckel 1870
- Diaporthe carpini Sacc.
- Diaporthe caryigena Ellis & Everh. 1903
- Diaporthe cassines Crous 2013
- Diaporthe castaneae Sacc. 1873
- Diaporthe castaneti Nitschke 1870
- Diaporthe castrensis Sacc. & Speg. 1878
- Diaporthe castriformis (Preuss) Sacc. 1882
- Diaporthe casuarinae Speg. 1909
- Diaporthe catalpae Ellis & Everh. 1903
- Diaporthe catamarcensis Speg. 1909
- Diaporthe ceanothi Dearn. & House 1940
- Diaporthe celastrina Dearn. & Barthol.
- Diaporthe celastrina Ellis & Barthol. 1902
- Diaporthe celata Sacc. 1917
- Diaporthe centrophylli Speg. 1909
- Diaporthe ceratozamiae Crous & R.G. Shivas 2011
- Diaporthe cercophora (Ellis) Sacc.
- Diaporthe cestri Speg. 1909
- Diaporthe chailletii Nitschke 1870
- Diaporthe chamaeropina Gaja 1911
- Diaporthe characiae Fabre
- Diaporthe chionanthi Brunaud
- Diaporthe chrysoides (Tul. & C. Tul.) Sacc. 1882
- Diaporthe ciliata (Pers.) Sacc. 1882
- Diaporthe circumscripta G.H. Otth ex Fuckel 1867
- Diaporthe circumscripta G.H. Otth ex Fuckel 1870
- Diaporthe citriasiana F. Huang, K.D. Hyde & H.Y. Li 2013
- Diaporthe citrichinensis F. Huang, K.D. Hyde & H.Y. Li 2013
- Diaporthe citrincola Rehm 1914
- Diaporthe claviceps Ellis & Dearn.
- Diaporthe clerodendri Somani 1978
- Diaporthe coemansii Nitschke 1870
- Diaporthe coffeae Saccas 1981
- Diaporthe colletiae Speg. 1898
- Diaporthe colletiicola Speg. 1898
- Diaporthe columbiensis Ellis & Everh. 1890
- Diaporthe compressa Sacc. 1875
- Diaporthe concrescens (Schwein.) Cooke
- Diaporthe congener Ellis & Everh. 1892
- Diaporthe congesta Ellis & Everh. 1903
- Diaporthe conigena Feltgen 1903
- Diaporthe conjucta Niessl
- Diaporthe conjuncta (Nees) Fuckel 1870
- Diaporthe corallodendri Speg. 1909

## Liste des espèces, variétés et non-classés
Selon NCBI (3 novembre 2014) :
- Diaporthe acaciigena
- Diaporthe acerina
- Diaporthe actinidiae
- Diaporthe alleghaniensis
- Diaporthe alnea
- Diaporthe ambigua
- Diaporthe ampelina
  - non-classé Diaporthe ampelina taxon 1
- Diaporthe amygdali
- Diaporthe anacardii
- Diaporthe angelicae
  - non-classé Diaporthe angelicae Is2
- Diaporthe aquatica
- Diaporthe arctii
- Diaporthe arecae
- Diaporthe arengae
- Diaporthe aspalathi
- Diaporthe australafricana
- Diaporthe batatas
- Diaporthe beckhausii
- Diaporthe beilharziae
- Diaporthe bicincta
- Diaporthe brasiliensis
- Diaporthe canthii
- Diaporthe carpini
- Diaporthe cassines
- Diaporthe castaneae-mollisimae
- Diaporthe caulivora
- Diaporthe celastrina
- Diaporthe ceratozamiae
- Diaporthe chamaeropis
- Diaporthe cinerascens
- Diaporthe citri
- Diaporthe citriasiana
- Diaporthe citrichinensis
- Diaporthe conorum
- Diaporthe convolvuli
- Diaporthe cotoneastri
- Diaporthe crataegi
- Diaporthe crotalariae
- Diaporthe cuppatea
- Diaporthe cynaroidis
- Diaporthe cytosporella
- Diaporthe decedens
- Diaporthe detrusa
- Diaporthe diospyricola
- Diaporthe elaeagni
- Diaporthe elonis
- Diaporthe endophytica
- Diaporthe eres
- Diaporthe eucalyptorum
- Diaporthe eugeniae
- Diaporthe fibrosa
- Diaporthe foeniculacea
- Diaporthe foeniculina
- Diaporthe fraxini-angustifoliae
- Diaporthe ganjae
- Diaporthe gardeniae
- Diaporthe gulyae
- Diaporthe helianthi
- Diaporthe hickoriae
- Diaporthe hongkongensis
- Diaporthe hordei
- Diaporthe impulsa
- Diaporthe inconspicua
- Diaporthe infecunda
- Diaporthe isoberliniae
- Diaporthe juglandina
- Diaporthe kochmanii
- Diaporthe kongii
- Diaporthe kyushuensis
- Diaporthe leucospermi
- Diaporthe litchicola
- Diaporthe lithocarpus
- Diaporthe longicolla
  - non-classé Diaporthe longicolla MSPL 10-6
- Diaporthe longispora
- Diaporthe lusitanicae
- Diaporthe mahothocarpus
- Diaporthe manihotia
- Diaporthe mayteni
- Diaporthe maytenicola
- Diaporthe megalospora
- Diaporthe melonis
  - variété Diaporthe melonis var. brevistylospora
  - variété Diaporthe melonis var. melonis
- Diaporthe meridionalis
- Diaporthe musigena
- Diaporthe neilliae
- Diaporthe neoarctii
- Diaporthe nitschkei
- Diaporthe nobilis
- Diaporthe nomurai
- Diaporthe nothofagi
- Diaporthe novem
- Diaporthe oncostoma
- Diaporthe oxe
- Diaporthe padi
  - variété Diaporthe padi var. padi
- Diaporthe paranensis
- Diaporthe parapterocarpi
- Diaporthe pardalota
- Diaporthe pascoei
- Diaporthe passiflorae
- Diaporthe perjuncta
- Diaporthe perniciosa
- Diaporthe perseae
- Diaporthe phaseolorum
  - variété Diaporthe phaseolorum var. meridionalis
- Diaporthe phoenicicola
- Diaporthe pseudomangiferae
- Diaporthe pseudophoenicicola
- Diaporthe psoraleae
- Diaporthe psoraleae-pinnatae
- Diaporthe pterocarpi
- Diaporthe pterocarpicola
- Diaporthe pulla
- Diaporthe pustulata
- Diaporthe raonikayaporum
- Diaporthe rhoina
- Diaporthe rhusicola
- Diaporthe rudis
- Diaporthe saccarata
- Diaporthe salicicola
- Diaporthe scabra
- Diaporthe schini
- Diaporthe sclerotioides
- Diaporthe scobina
- Diaporthe sojae
- Diaporthe sophorae
- Diaporthe stewartii
- Diaporthe stictica
- Diaporthe strumella
- Diaporthe subordinaria
- Diaporthe tanakae
- Diaporthe tecomae
- Diaporthe terebinthifolii
- Diaporthe ternstroemia
- Diaporthe thunbergii
- Diaporthe toxica
- Diaporthe vaccinii
- Diaporthe vangueriae
- Diaporthe vexans
- Diaporthe woodii
- Diaporthe woolworthii
- cf. Diaporthe sp. C15
- cf. Diaporthe sp. Fun510A
- Diaporthe sp.c L1-M61